# Ludwig Wessely
Ludwig Wessely, född 20 augusti 1903, död 31 juli 1986, var en friidrottare från Österrike. Han deltog vid olympiska sommarspelen 1928.